# MyDirtyHobby
MyDirtyHobby — веб-сайт, принадлежащий MindGeek, ориентированный на любительскую порнографию, предлагающий видео, фотографии и шоу с веб-камеры.

## Концепция
MyDirtyHobby позволяет как пользователям, так и исполнителям взаимодействовать друг с другом посредством личных сообщений и обмена мгновенными сообщениями. Исполнители на mydirtyhobby.com — в основном модели-любители и девушки с вебкамерами. Однако есть и некоторые порнозвёзды, такие как Вивиан Шмитт и Эмма Старр.
По состоянию на сентябрь 2015 года на сайт загружено более 370 000 видео и 3,8 миллиона изображений более 40 000 исполнителей-любителей.

## Награды
- 2011 Sign Awards — Bestes Amateurportal
- 2010 Venus Awards — Best Website Amateur National[3]
- 2011 Venus Awards — Best Amateur Website Germany[4]
- 2011 Venus Awards — Best New Amateur DVD Series Europe[4]
- 2019 Venus Awards — Best Amateur Community[5]